# Santi Arisa
Santi Arisa i Pujol (Manresa, 1947) és un músic català que ha acompanyat en disc o en públic molts cantants catalans (Lluís Llach, Pi de la Serra, Miquel Pujadó, Esquirols, Ramon Muntaner, etc.) i ha format part de grups de jazz-rock com ara Fusioon, Pegasus, a més de fer duets amb Jordi Sabatés i ser el creador de la Sardanova.
Des de sempre, però, Santi Arisa desitja donar-se a conèixer com a cantant (de fet, els seus orígens foren com a vocalista d'orquestra, com queda explicat a la pel·lícula Orquesta Club Virginia, on l'actor Jorge Sanz interpreta el seu personatge).
Des dels anys setanta del segle xx, amb un dels seus grups (La Tribu de Santi Arisa) acostuma a fer temes cantats sempre que pot ("Visca la mandra"). El 1976 participà en la segona edició del Canet Rock amb Jordi Sabatés. L'any 1986, en una tanda de concerts al primer Zeleste, amb què celebra el seu vint-i-cinquè aniversari de vida professional, canta algunes cançons, sol o amb convidats com Josep Guardiola ("Sixteen tons"). D'aquests espectacles en resulten un disc doble (25 anys Arisa Music Show, 1986) i un disc senzill.
Al disc de Santi Arisa i Tribu Passa-t'ho bé (1991), hi trobem també algunes cançons basades en les possibilitats onomatopeiques dels mots.
El 1997 treu al mercat el disc Taverna de poetes amb musicacions en clau de rock i de blues de textos de Pere Quart, Vicent Andrés Estellés, Josep Carner, Miquel Martí i Pol, Espriu, Jordi Jané, Salvador Perarnau, Ferran Anell i d'ell mateix.
Com a compositor, és autor de les bandes sonores de diverses pel·lícules i sèries de televisió: Terra d'escudella (1977, de Lluís Maria Güell, Sergi Schaaff i Mercè Vilaret), El timbaler del Bruc (1982, Jordi Grau i Solà), Caín (1987, Manuel Iborra), El extranger-oh! de la calle Cruz del Sur (1987, Jordi Grau), El baile del pato (1989, Manuel Iborra), Orquesta Club Virginia (1992, Manuel Iborra), Subjúdice (1998, Josep Maria Forn i Costa), Pepe Guindo (1999, Manuel Iborra).